# Danthonieae
Danthonieae es una tribu de plantas herbáceas perteneciente a la familia de las poáceas.

## Géneros
- Austrodanthonia
- Chaetobromus
- Chionochloa
- Cortaderia
- Danthonia
- Joycea
- Karroochloa
- Lamprothyrsus
- Merxmuellera
- Monachather
- Notochloe
- Notodanthonia
- Pentameris
- Pentaschistis
- Plinthanthesis
- Prionanthium
- Pseudopentameris
- Pyrrhanthera
- Rytidosperma
- Schismus
- Tribolium
- Urochlaena